# Történeti alkotmány
Történeti (történelmi) alkotmánynak nevezik az állam és a társadalom működésének a korszaknak megfelelően kiválasztott szabályait, mely tartalmazza az állammá egyesülésének alaptörvényeit, az államfőhatalomnak és a társadalmi rendeknek (társadalmi osztályoknak) az állam vezetése végett adott jogait és kötelességeit (közjog), a társadalom tagjainak az állam és mások iránti jogait és kötelességét (részint köz- és részint magánjogi törvények) és a szokásjogot. Időszakonként egymást felváltó, kiegészítő és nem mindig pontosan módosító alkotmányjellegű jogszabályokat, illetve a szokásjog szabályrendszerét foglalják magukban. Itt a szokásjog szerepe általában lényegesen nagyobb, mint általában a kartális alkotmányra épülő alkotmányjogban. Az ide tartozó szabályok kiválasztása a hagyomány alapján történik, tehát nincsenek hivatalosan és tételesen felsorolva, nincs egy egységes, írásba foglalt alaptörvény, ezért nagy a jelentősége az írott jog mellett a jogértelmezésnek is.

## Története
Egyes államok létrejöttével és jogrendjének megjelennek az államra és a jogrendre vonatkozó legalapvetőbb szabályok, melyek az adott állam berendezkedését is meghatározzák. Alkotmányjellegű törvények már a középkorban is voltak. Például 1215. évből az angliai Magna Charta; másodikként a magyaroknál az Aranybulla 1222-es évből.
Az „alkotmány” fogalma, mint egy egységes, írásba foglalt alaptörvény, a polgári alkotmányosság érvényesülése előtti korszakokra csak átvitt fogalomként értendő, mert abban az időben még az ország törvényei és jogszokásai kifejezés a használatos.
A polgári írott alkotmányosság megjelenése előtt, némely államban már a polgári alkotmányosság követelményeinek megfelelő átformálódásokra került sor. Ezt az angol polgári fejlődés folyamata mutatja. A XVIII. századtól kezdődően, döntően a XIX-XX. század folyamán, szerte a világon folyamatosan a polgári alkotmányosság követelményeit hordozó kartális alkotmányok terjedtek el. A történeti alkotmányokat radikális társadalmi politikai változások tették általában félre, felváltva azokat írott alkotmányokkal, vagy ott keletkeztek kartális alkotmányok, ahol nem voltak meggyökerezett hagyományos alkotmányos előzmények, mint pl. az Egyesült Államok esetében.

## Hatáskörök

### Alkotmányozás
Az „alkotmányozó” hatalom a törvényhozó hatalomtól az „alkotmányt” képező törvények megalkotása kapcsán nem válhat külön. Ugyanolyan módon kerülnek elfogadásra, mint a többi törvény. A hatalmi ágak szétválasztásáig az uralkodó joga a törvényhozás, a törvénykezés és a kormányzás, ami így meghatározza a társadalomra ráerőszakolt jogszabályok jellegét.

### Az alkotmány védelme
Nem biztosítják olyan tartalmi és formai megoldások, melyek a kartális alkotmányra jellemzőek, hogy csak speciális eljárással lehet módosítani. Például: megváltozhatatlan rendelkezések, minősített többséghez kötött elfogadás, stb.

### Az alkotmányosság védelme
Minden bíróság végez jogszabály-értelmező tevékenységet, azonban az alkotmányjogi szempontból is releváns döntések idővel mégis a bírósági rendszer felsőbb szintjére összpontosulnak, mert nincs alkotmánybíróság.

## Gyakorlatban
Ilyen alkotmánya van például az Egyesült Királyságnak. Azon kívül például az új-zélandi alkotmány tekintendő történetinek, egyesek az izraelit is idesorolják.